# Academia Australiană a Artelor de Cinema și Televiziune
Academia Australiană a Artelor de Cinema și Televiziune (în original, [The] Australian Academy of Cinema and Television Arts — acronim uzual, AACTA) este o organizație profesională a tuturor categoriilor de meserii, care există în industria filmului și a televiziunii din Australia.
Scopul declarat al Academiei este acela de „a identifica, recompensa, promova și celebra cele mai mari realizări în film și televiziune din Australia” (conform originalului, "to identify, award, promote, and celebrate Australia's greatest achievements in film and television".
Academia a fost fondată în august 2011 cu ajutorul Institutului australian de film (în engleză, Australian Film Institute - acronim AFI) pentru a acționa ca principalul forum organizator și administrator al recunoașterii profesioniștilor din industria filmului și cea a televiziunii din Australia, precum și pentru a gestiona și organiza decernarea premiilor AACTA (în original, AACTA Awards, cunoscute anterior anului 2011 ca [the] Australian Film Institute Awards, sau AFI Awards). Premiile AACTA, care sunt de facto continuatoarele premiilor AFI, recompensează realizările deosebite din industria australiană a filmelor de lung, mediu și scurt metraj, a filmelor documentare și de televiziune.
Academia (The Academy) are 15 domenii de recompensare a profesioniștilor din filmul australian, incluzând actori, regizori, producători și scenariști, fiind controlată și condusă de Președintele Academiei și de un grup de profesioniști consacrați, numit Consiliu de Onoare (în engleză, Honorary Council). Actorul australian Geoffrey Rush a fost întâiul său Președinte, fiind totodată și prezentatorul galei inaugurale a Premiilor AACTA, care s-a ținut în ianuarie 2012.

## Președinți, patron, ambasadori[4]
- Geoffrey Rush (2011-2017) - președinte AACTA
- Dr. George Miller - patron
- Cate Blanchett - ambasador AACTA

## Consilieri onorifici (Honorary Councillors)
| - Stuart Beattie, 2011–prezent - Jan Chapman, 2011–prezent - Jonathan Chissick, 2011–present - Abbie Cornish, 2011–prezent - Rolf de Heer, 2011–prezent - Elizabeth Drake, 2011–prezent - Adam Elliot, 2011–prezent - Antony I. Ginnane | - Nikki Gooley, 2011–prezent - Ian Gracie, 2011–present - David Hirschfelder, 2011–prezent - Jessica Hobbs, 2011–present - Cappi Ireland, 2011–prezent - Peter James ACS ASC, 2011–prezent - Claudia Karvan, 2011–prezent - Aphrodite Kondos, 2011–prezent | - Andrew Mason, 2011–prezent - Deborah Mailman, 2011–prezent - Tony Murtagh, 2011–prezent - Antony Partos, 2011–prezent - Jan Sardi, 2011–prezent - Fred Schepisi, 2011–prezent - Emile Sherman, 2011–prezent - Jack Thompson, 2011–prezent |

## Categorii de decernare a premiilor
The Academy prezintă premii în filme artistice și neartistice (precum filme biografice și documentare de metraj scurt și mediu) pentru marele și micul ecran.